# Cupa României 1936-1937
Ediția 1936-1937 a fost a patra ediție a Cupei României. A fost stabilit un nou record de participare, 166 de echipe fiind înscrise la start. Trofeul i-a revenit în premieră echipei Rapid București care a învins în finală pe Ripensia Timișoara.

## Șaisprezecimi
| Data     | Echipa gazdă                   | Scor         | Echipa oaspete                 |
| -------- | ------------------------------ | ------------ | ------------------------------ |
| 20.03.37 | Sportul Studențesc (Div.2)     | 4 - 1        | (Div.3) Telefon Club București |
| 21.03.37 | Vulturii Lugoj (Div.2)         | 4 - 0        | (Div.2) Mureșul Târgu Mureș    |
| 21.03.37 | Victoria Constanța (Div.2)     | 3 - 0        | (Div.2) Maccabi București      |
| 21.03.37 | SG Sibiu (Div.3)               | 0 - 2        | (Div.A) Gloria Arad            |
| 21.03.37 | Stăruința Oradea (Div.2)       | 0 - 2        | (Div.2) Jiul Petroșani         |
| 21.03.37 | Craiu Iovan Craiova (Div.2)    | 0 - 2        | (Div.A) Victoria Cluj          |
| 21.03.37 | Sporting Chișinău (Div.2)      | 1 - 0        | (Div.3) Câmpia Turzii          |
| 21.03.37 | Rapid București (Div.A)        | 3 - 1        | (Div.A) CA Oradea              |
| 21.03.37 | ACFR Brașov (Div.2)            | 1 - 3        | (Div.A) Unirea Tricolor        |
| 21.03.37 | Phoenix Baia Mare (Div.2)      | 1 - 2 (d.p.) | (Div.A) Juventus București     |
| 21.03.37 | Ripensia (Div.A)               | 2 - 1 (d.p.) | (Div.2) Olimpia Satu Mare      |
| 21.03.37 | Venus București (Div.A)        | 2 - 1        | (Div.A) Chinezul               |
| 21.03.37 | Tricolor-CFPV Ploiești (Div.2) | 1 - 2        | (Div.A) Universitatea Cluj     |
| 21.03.37 | Crișana Oradea (Div.A)         | 2 - 1        | (Div.A) AMEFA Arad             |
| 21.03.37 | Jahn Cernăuți (Div.2)          | 2 - 1        | (Div.2) Textila Moldova Iași   |
| 21.03.37 | Franco-Româna⁠(d) (Div.2)       | 3 - 4 (d.p.) | (Div.2) CAM Timișoara          |

## Optimi
| Data     | Echipa gazdă       | Scor         | Echipa oaspete     |
| -------- | ------------------ | ------------ | ------------------ |
| 25.04.37 | Sportul Studențesc | 1 - 2        | Vulturii Lugoj     |
| 25.04.37 | Gloria Arad        | 1 - 2        | Jiul Petroșani     |
| 25.04.37 | Victoria Cluj      | 3 - 2 (d.p.) | Crișana Oradea     |
| 25.04.37 | Rapid București    | 7 - 3        | Jahn Cernăuți      |
| 25.04.37 | CAM Timișoara      | 0 - 1        | Juventus București |
| 25.04.37 | Unirea Tricolor    | 0 - 1        | Ripensia           |
| 25.04.37 | Sporting Chișinău  | 1 - 3        | Venus București    |
| 25.04.37 | Universitatea Cluj | 4 - 1 (d.p.) | Victoria Constanța |

## Sferturi
| Data     | Echipa gazdă       | Scor         | Echipa oaspete     |
| -------- | ------------------ | ------------ | ------------------ |
| 09.05.37 | Victoria Cluj      | 2 - 3        | Rapid București    |
| 09.05.37 | Juventus București | 4 - 0        | Vulturii Lugoj     |
| 09.05.37 | Ripensia           | 1 - 0        | Universitatea Cluj |
| 09.05.37 | Venus București    | 4 - 1 (d.p.) | Jiul Petroșani     |

## Semifinale
| Data     | Echipa gazdă    | Scor  | Echipa oaspete     |
| -------- | --------------- | ----- | ------------------ |
| 30.05.37 | Rapid București | 5 - 1 | Venus București    |
| 30.05.37 | Ripensia        | 5 - 2 | Juventus București |

## Finala
| 20 iunie 1937 17:45 | Rapid București                              | 5 – 1 | Ripensia  | Stadionul ANEF, București Spectatori: 12.000 Arbitru: Denis Xifando (București) |
| 20 iunie 1937 17:45 | Auer 4' Moldoveanu 69', 75' Baratky 72', 87' |       | Dobay 37' | Stadionul ANEF, București Spectatori: 12.000 Arbitru: Denis Xifando (București) |

| RAPID: |                    |
|        |                    |
| P      | Petre Rădulescu    |
| F      | Ștefan Wetzer      |
| F      | Nicolae Roșculeț   |
| M      | Vintilă Cossini    |
| M      | Gheorghe Rășinaru  |
| M      | Alexandru Cuedan   |
| A      | Ștefan Auer        |
| A      | Ioachim Moldoveanu |
| A      | Iuliu Baratky      |
| A      | Ștefan Barbu       |
| A      | Ion Bogdan         |

| RIPENSIA: |                    |
|           |                    |
| P         | Dumitru Pavlovici  |
| F         | Rudolf Burger      |
| F         | Francisc Agner     |
| M         | Cornel Lazăr       |
| M         | Rudolf Kotormany   |
| M         | Vasile Deheleanu   |
| A         | Silviu Bindea      |
| A         | Ioan Oprean        |
| A         | Gheorghe Ciolac    |
| A         | Alexandru Schwartz |
| A         | Ștefan Dobay       |